# Manzano Gocha Lady
Gocha Lady es un cultivar de Malus domestica híbrida de 'Pink Lady' con 'Fuji' que se produjo de manera espontánea en los campos agrícolas de La Colonia Tovar y del Junquito que se encuentran entre los 2200 m s. n. m. y los 700 m s. n. m., es muy empleado como cultivar de portainjerto de 'Anna', Dorsett Golden , ya que es muy resistente y vigoroso. 

## Características morfológicas
Los Gocha Lady tienen una altura de entre 5 a 6 metros de altura su fronda puede llegar a medir los 3-4 metros de diámetro (a veces pueden crecer hasta los 10 metros y tener una fronda de 6 metros sin embargo no es común), su fronda es semiarbustiva, tiene un crecimiento muy vigoroso, es susceptible a la pudrición de raíz, es moderadamente resistente al fuego bacteriano, entran en producción entre los 4 a los 10 años. Es de floración tardía, mientras los Manzanos Anna entran en floración entre enero y marzo, estos empiezan entre abril a junio, (Esto es en relación con las estaciones Climáticas de Venezuela, desde Noviembre hasta Mayo es la Estación de Sequía o "Invernal, mientras que desde Junio hasta Octubre es la estación de lluvias").
Debido a su amplia utilización como Portainjerto, no es usual ver adultos de este Cultivar.

## Adaptabilidad
Adaptado a climas desde Cwa-Cwb, Cfa y posiblemente 'Dsa' y 'Csa'. 
Se desarrollan en un rango de Altura sobre el Nivel del Mar, desde los 650 a los 2400, Prefiere los Climas Templados Subhúmedo y Subtropical Húmedo.  Requiere de entre 450 y 650 horas de frío. 
A pesar de sus Requerimientos de Horas de Frío, moderadamente altas, debido a su Ascendencia, con un acervo genético muy variado, puede presentar adaptaciones para desarrollarse en condiciones subóptimas, ya sea; exceso de humedad, falta de luz solar directa, exceso de radiación ultravioleta y en menor medida a la falta de humedad (La cual es un problema relativamente grave, ya que esto afecta mucho a la división celular).
Se está estudiando su adaptación a climas más cálidos y secos; tales como Csa o Aws (Lo ideal sería que el clima no fuera plenamente 'Tropical de Sabana', sino alguna clase de intersección climática, tal como Aws-Cwb o Awh-Cwa). Esto no significa que los Manzanos Gocha Lady se desarrollen estables en este clima. Zona de Rusticidad que prefiere este cultivar 5-11.
Para su correcta adaptación y supervivencia a los Climas Aws-Cwb o Awh-Cwa, se requiere de un sistema de riego profundo o riego por goteo, ya que estos climas no son tradicionales para el cultivo de Malus domestica, es útil implementar distintos tipos de asociaciones entre hierbas, arbustos o árboles de mayor tamaño.

## Ejemplos de Asociación de Cultivos

### Árboles o plantas de porte Arbóreo
Pino Caribeño, Bananero, Aguacatero, Samán, Guapinol o Guamo
Estos Árboles o plantas arborescentes proporcionan un entorno más fresco y húmedo, ayudando además como un contraviento natural, sin embargo, usar mallas cortavientos es muy útil. 

### Hierbas o plantas de forraje
Sonchus, Vincapervinca, Albahaca, Verdolaga, Hierbabuena, Ortiga u Ortiga Canadiense
Estas plantas sirven para cuidar las raíces de la deshidratación del suelo, condición que es crítica para este cultivar.

http://www.sian.inia.gob.ve/FonaiapDivulga/fd31/texto/cultivo.htm
| FONAIAP-DIVULGA | N°31 |
| Enero-Junio     | 1989 |

#### El Cultivo del Manzano en Venezuela
Edmundo E.  Monteverde
Ingeniero Agrónomo, M.Sc. Investigador V. Agronomía (Cítricas). CENIAP- Instituto de Investigaciones Agronómicas, Maracay

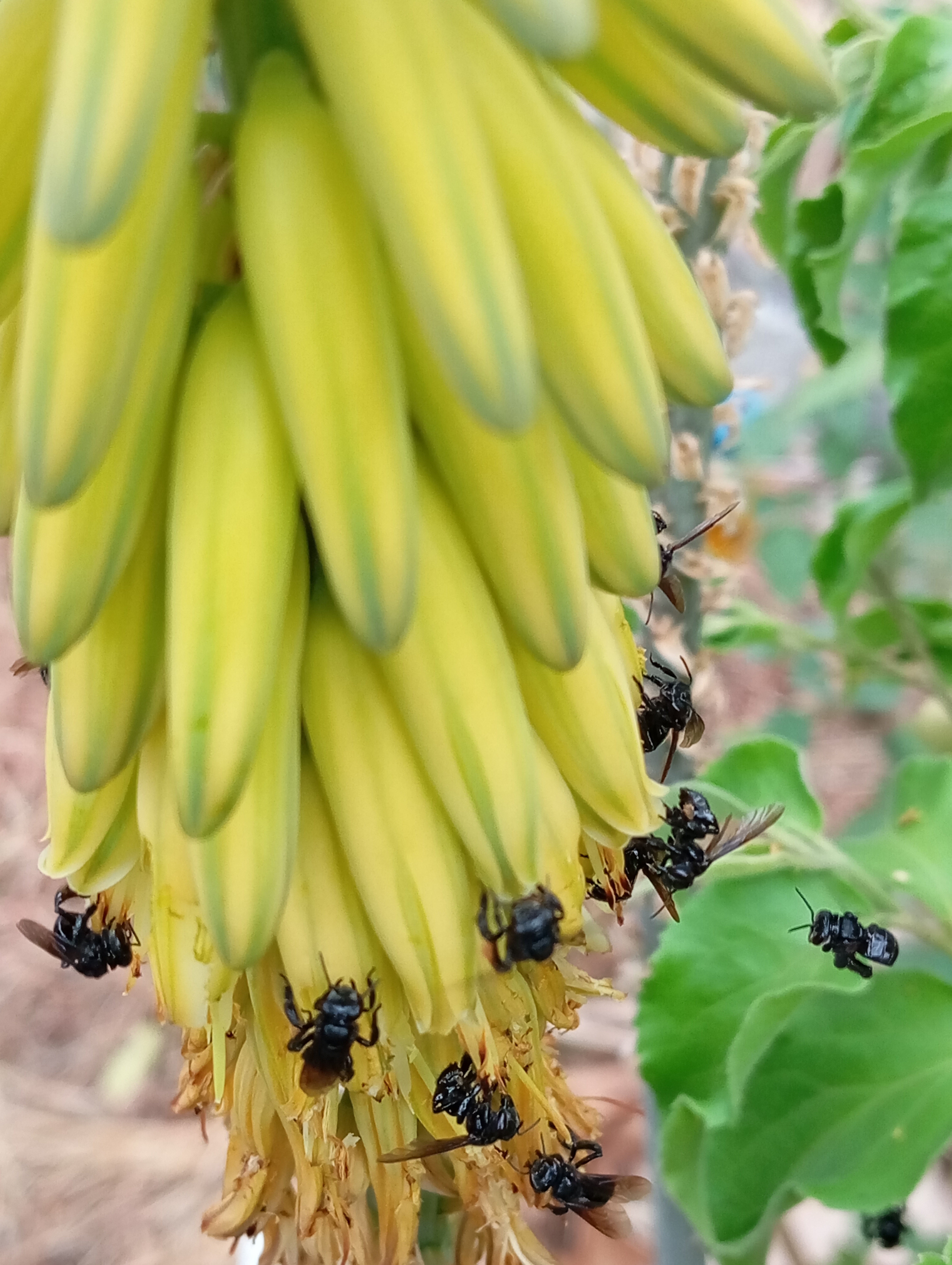
Meliponinos comunes del Clima Aws-Cwb de la 'Región Capital de Venezuela'

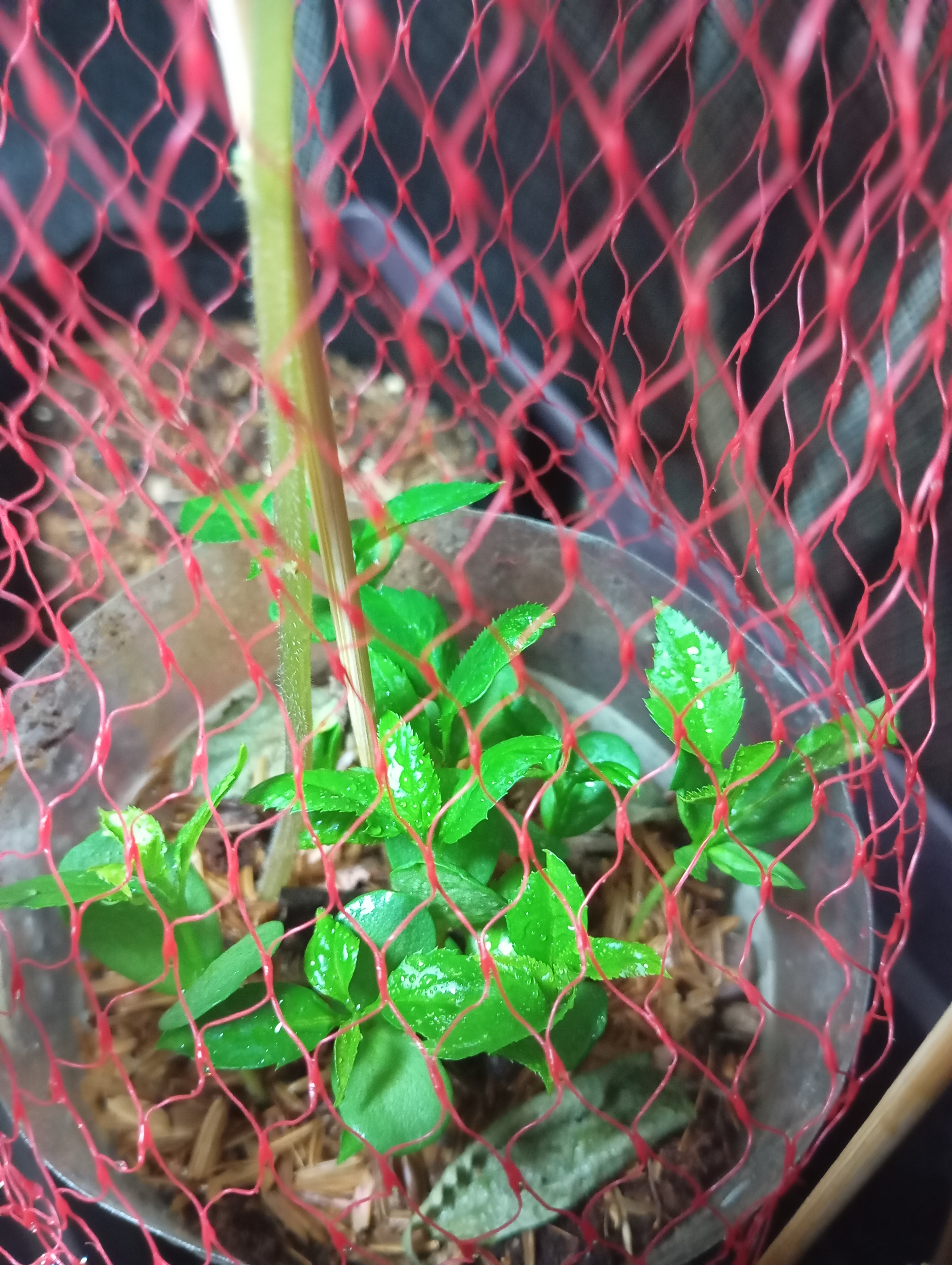
Plántulas de Pink Lady x Fuji (Gocha Lady)

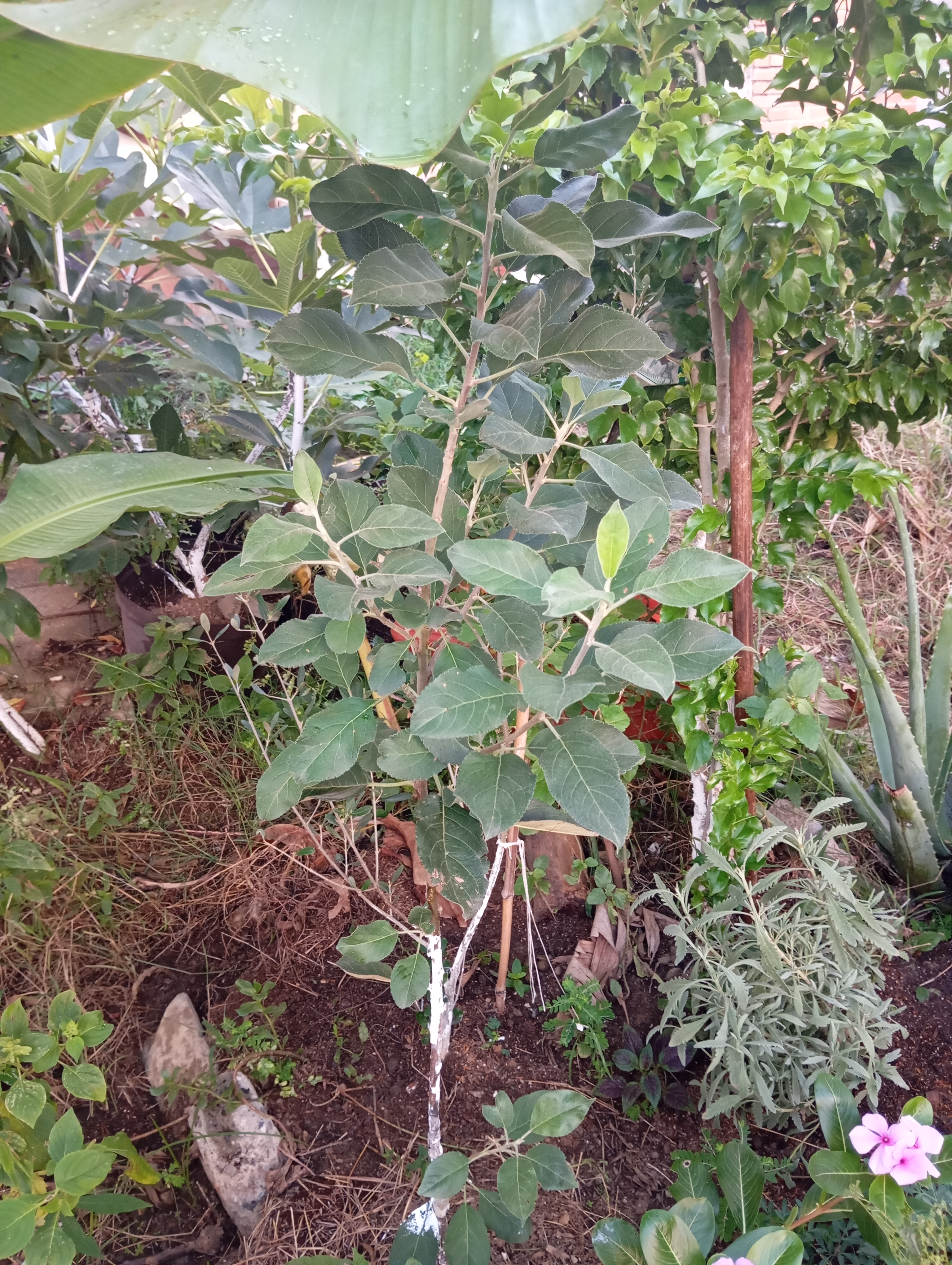
Manzano Anna en Sistema de Policultivo, en el que se incluye Musa x paradisiaca, que da semisombra y Vincapervinca que protege a las raíces de la deshidratación (Asociación de Cultivo que se puede emplear también para los Gocha Lady)

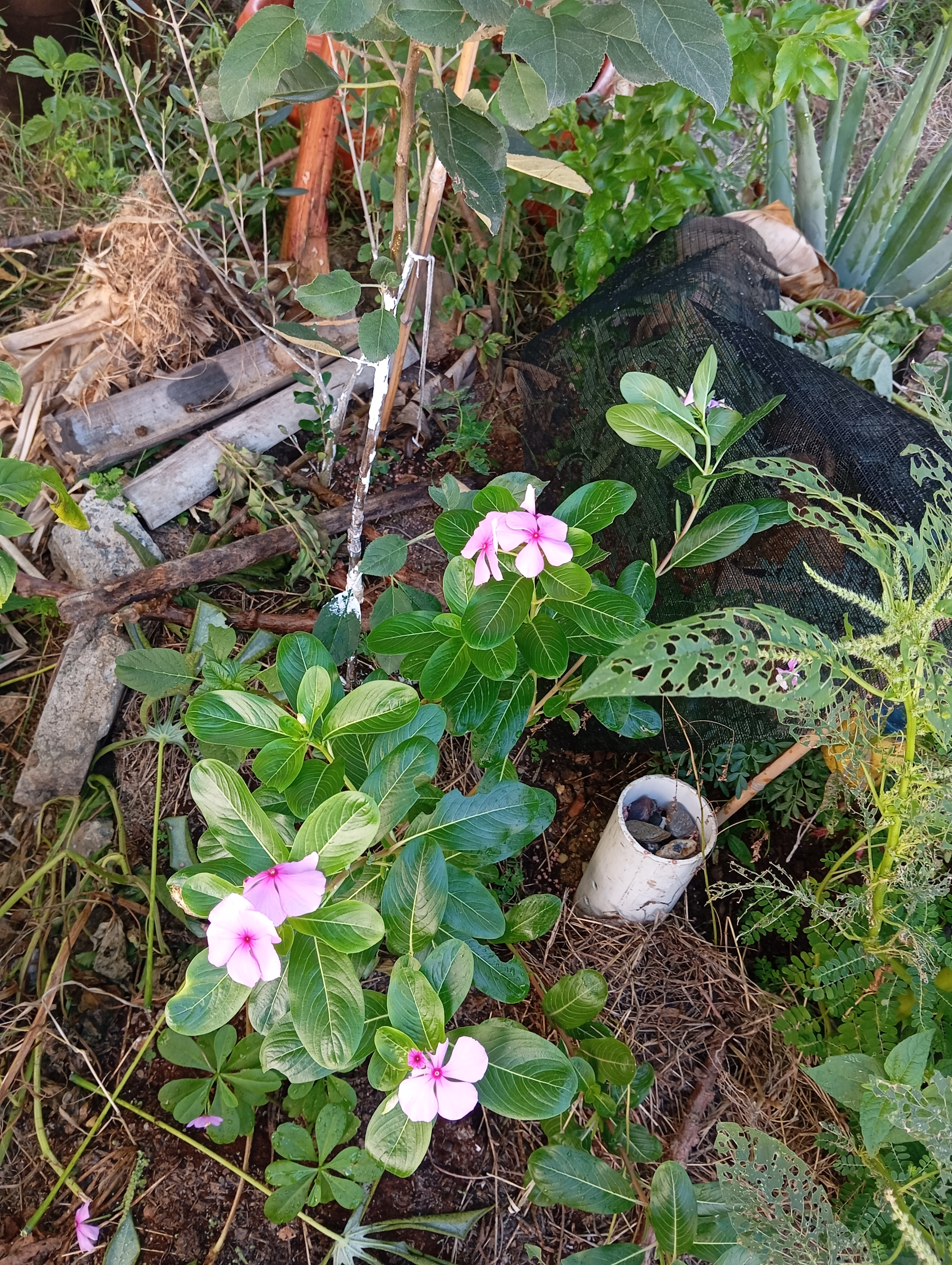
Vista de la parte baja del Policultivo del Manzano Anna con un Sistema de Riego Profundo y mostrando hierbas de forraje.

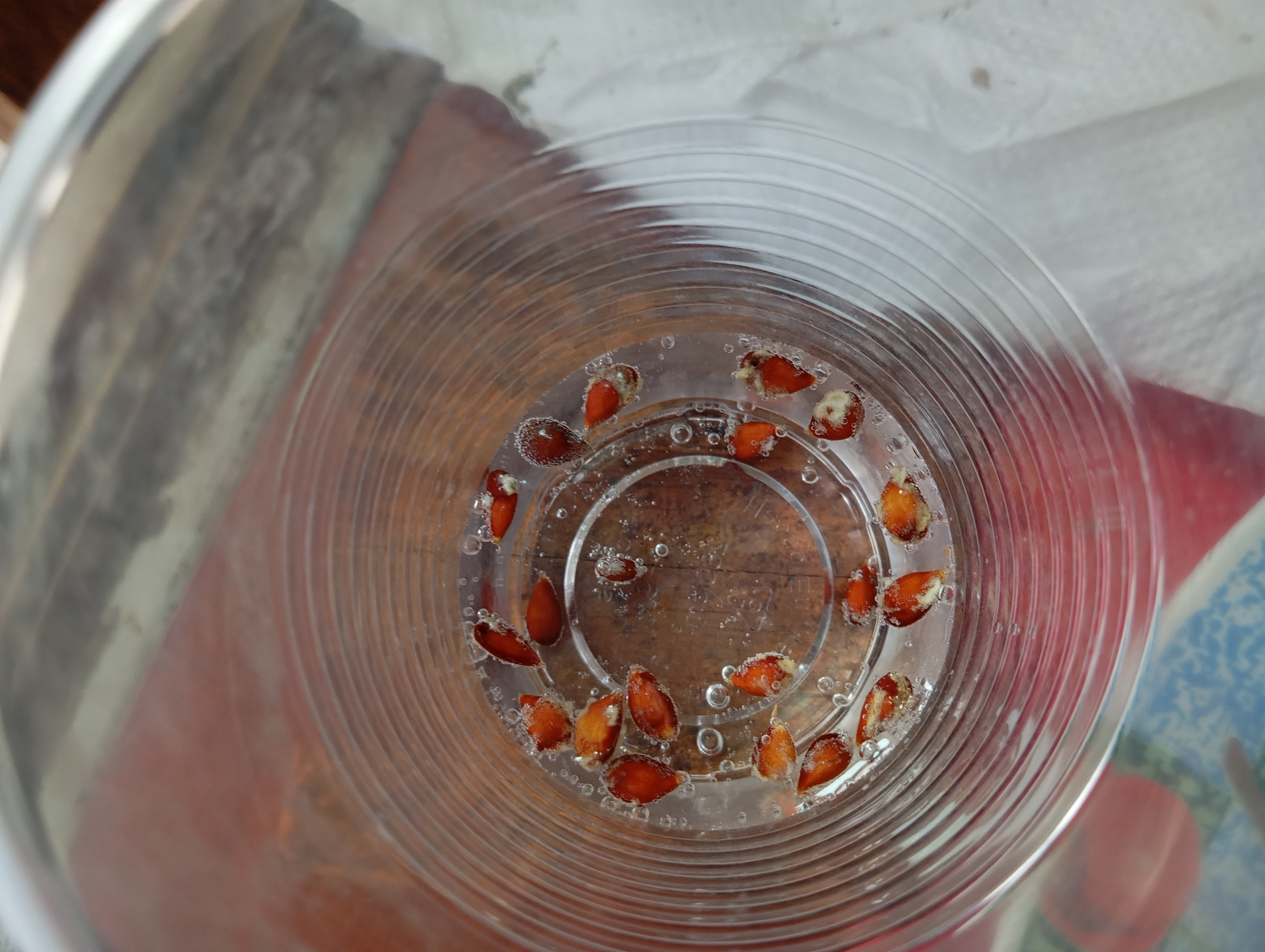
Semillas de Manzana Pink Lady de Línea Maternal y Polinizadas por Fuji como Línea Paternal, mientras estaban remojadas en Peróxido de Hidrógeno diluido al 20-30% para desinfectar las semillas.

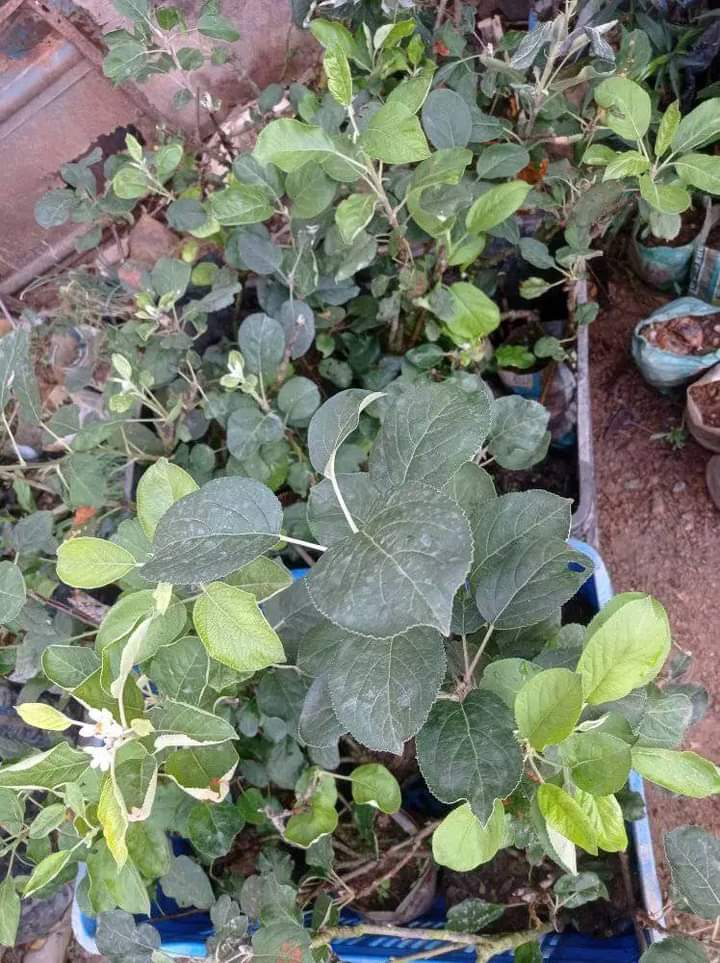
Manzanos Gocha Lady de la Colonia Tovar, que serán utilizados como Portainjerto de 'Anna' y Dorsett Golden